# Parathyma meillieri
Parathyma meillieri är en fjärilsart som beskrevs av Dubois och Vitalis de Salvaza 1924. Parathyma meillieri ingår i släktet Parathyma och familjen praktfjärilar. Inga underarter finns listade i Catalogue of Life.